# Jamiołki-Kowale
Jamiołki-Kowale is een plaats in het Poolse district  Wysokomazowiecki, woiwodschap Podlachië. De plaats maakt deel uit van de gemeente Sokoły en telt 80 inwoners.